# Индекс (Вашингтон)
Индекс (енгл. Index) град је у америчкој савезној држави Вашингтон. По попису становништва из 2010. у њему је живело 178 становника.

## Демографија
Према попису становништва из 2010. у граду је живело 178 становника, што је 21 (13,4%) становника више него 2000. године.
| Група             | 2000.       | 2010.       |
| Белци             | 147 (93,6%) | 165 (92,7%) |
| Афроамериканци    | 0 (0,0%)    | 0 (0,0%)    |
| Азијати           | 2 (1,3%)    | 3 (1,7%)    |
| Хиспаноамериканци | 3 (1,9%)    | 8 (4,5%)    |
| Укупно            | 157         | 178         |